# 児玉遠岩
児玉 遠岩（こだま とおいわ、系図上の没年月日は、延久2年8月7日（1070年））は、『児玉系図略図』に記載されている児玉氏祖。大夫、従五位下、河内守（児玉郡河内村を指す）、式部大輔。平安時代中・後期の人物。
萩藩伝書、児玉広高家所蔵の『児玉系図略図』等に記載されている児玉氏祖。系図上では、児玉党祖である児玉惟行（この系図では、従五位下、河内守とある）の父として記述されている。また、惟行の嫡男である児玉弘行（児玉党本宗家2代目）が庄氏を名乗ったと言う伝承もある。
1990年代から2000年代までの児玉町及び本庄市関連の書物において、児玉氏祖は惟行とし、遠岩の名は採用されておらず、児玉郡域（関東圏）において支持はされていない。

## 参考資料
- 『児玉の民話と伝説 （下巻）』[要文献特定詳細情報] 1992年 - 関東では遠岩を児玉氏祖とは認知せず、惟行を氏祖とする。
- 『児玉町史 中世資料編』 [要文献特定詳細情報]1992年 - 児玉郡域に残る系図のほとんどが氏祖を惟行としている。
- 『本庄歴史缶』 [要文献特定詳細情報]1997年 - 児玉氏祖を惟行としている。
- 『本庄人物事典』 [要文献特定詳細情報]2003年 - 同、児玉氏祖を惟行とする。
- 『武蔵武士 そのロマンと栄光』 [要文献特定詳細情報]1990年 - 惟行の父を有道維能とし、児玉氏祖を惟行とする。